# Salitrillos
Salitrillos är en ort i Costa Rica.   Den ligger i provinsen San José, i den centrala delen av landet, 9 km söder om huvudstaden San José. Salitrillos ligger 1 319 meter över havet och antalet invånare är 5 738.
Terrängen runt Salitrillos är varierad. Runt Salitrillos är det mycket tätbefolkat, med 1 313 invånare per kvadratkilometer. Närmaste större samhälle är San José, 9,0 km norr om Salitrillos. Runt Salitrillos är det i huvudsak tätbebyggt.